# Arachnoscelis meriti
Arachnoscelis meriti är en insektsart som beskrevs av Nickle 2002. Arachnoscelis meriti ingår i släktet Arachnoscelis och familjen vårtbitare. Inga underarter finns listade i Catalogue of Life.